# Де ла Вега, Педро
Педро де ла Вега (исп. Pedro De la Vega; род. 7 февраля 2001, Олаваррия, Буэнос-Айрес) — аргентинский футболист, нападающий клуба «Сиэтл Саундерс».

## Клубная карьера
Де ла Вега — воспитанник клуба «Ланус». 16 сентября 2018 года в матче против «Расинга» из Авельянеды он дебютировал в аргентинской Примере. 5 ноября 2019 года в поединке против «Уракана» Педро забил свой первый гол за «Ланус». В 2020 году де ла Вега сыграл девять матчей и забил один гол в матче против бразильского «Сан-Паулу» в розыгрыше Южноамериканского кубка 2020, в котором «Ланус» сумел дойти до финала.
24 января 2024 года де ла Вега перешёл в клуб MLS «Сиэтл Саундерс» за рекордную для американского клуба сумму в 7,5 млн долларов, при этом «Ланус» сохранил за собой 20%-ную комиссию от его любых будущих продаж. В качестве молодого назначенного игрока он подписал с «Саундерс» четырёхлетний контракт до конца сезона 2027 с клубной опцией продления на сезон 2028. В MLS он дебютировал 24 февраля в матче стартового тура сезона 2024 против «Лос-Анджелеса», в котором вышел на замену вместо Лео Шу на 64-й минуте и реализовал пенальти на 73-й минуте.

## Международная карьера
В 2019 года в составе молодёжной сборной Аргентины де ла Вега принял участие в молодёжном чемпионате Южной Америки в Чили. На турнире он сыграл в матчах против Парагвая, Перу, Венесуэлы, Колумбии, Бразилии, а также дважды против Эквадора и Уругвая.
В том же году де ла Вега принял участие в молодёжном чемпионате мира в Польше. На турнире он сыграл в матчах против команд Португалии, Южной Кореи и Мали.

## Достижения
Командные
 «Ланус»
- Финалист Южноамериканского кубка: 2020

 Аргентина (до 20)
- Серебряный призёр чемпионата Южной Америки: 2019